# هارولد جي. كونيغ
هارولد جي. كونيغ (بالإنجليزية: Harold G. Koenig)‏ هو طبيب نفسي وعالم نفس أمريكي، ولد في 1951.